# Cyrtacanthacridini
Cyrtacanthacridini es una tribu de insectos ortópteros de la subfamilia Cyrtacanthacridinae, familia Acrididae.

## Géneros
Los siguientes géneros pertenecen a la tribu Cyrtacanthacridini:
- Anacridium Uvarov, 1923
- Chondracris Uvarov, 1923
- Cyrtacanthacris Walker, 1870
- Nomadacris Uvarov, 1923
- Orthacanthacris Karsch, 1896
- Patanga Uvarov, 1923
- †Proschistocerca Zeuner, 1937
- Rhadinacris Uvarov, 1923
- Schistocerca Stål, 1873
- Valanga Uvarov, 1923
- Willemsea Uvarov, 1923